# Villevoques
Villevoques település Franciaországban, Loiret megyében. Lakosainak száma 196 fő (2022. január 1.). Villevoques Mignères, Gondreville, Moulon, Pannes és Saint-Maurice-sur-Fessard községekkel határos.

## Népesség
A település népessége az elmúlt években az alábbi módon változott:
| Lakosok száma | 173  | 137  | 209  | 210  | 214  | 213  | 212  | 208  | 206  | 196  |
|               | 1968 | 1982 | 1990 | 2006 | 2013 | 2015 | 2017 | 2019 | 2020 | 2022 |